# Неклюдово (Кимрский район)
Неклю́дово — деревня в Тверской области России. Входит в Кимрский муниципальный округ.
Находится в 30 километрах к северу от города Кимры, на реке Большая Пудица.

## История
Во второй половине XIX — начале XX века деревня относилась к Ширинскому приходу Суворовской волости Корчевского уезда. В 1887 году — 49 дворов, 252 жителя.
Северная (заречная) часть деревни раньше (до 1980-х годов) была отдельной большой деревней Керузино, в 1887 году в ней было 85 дворов, 476 жителей. Она также входила в Суворовскую волость, но относилась к Никольскому на Яму приходу (Николо-Ям).
С 2005 до 2022 года деревня являлась административным центром Неклюдовского сельского поселения в Кимрском районе.

## Население
| 1859 | 1887 | 1920 | 1997 | 2002 | 2010 |
| ---- | ---- | ---- | ---- | ---- | ---- |
| 264  | ↘252 | ↗317 | ↘210 | ↘162 | ↗166 |

## Инфраструктура
- Центральная усадьба ООО «Волга»
- МОУ Неклюдовская средняя общеобразовательная школа (в деревне Ново-Ивановское)
- МДОУ детский сад № 12
- Библиотека (Неклюдовский сельский филиал)
- Неклюдовский ЦКиД
- Неклюдовский ФАП

## Достопримечательности
- Часовня Иконы Божией Матери Всецарицы, 2007 года постройки[9];